# Acanthostracion notacanthus
Acanthostracion notacanthus är en fiskart som först beskrevs av Pieter Bleeker 1863.  Acanthostracion notacanthus ingår i släktet Acanthostracion och familjen koffertfiskar. Inga underarter finns listade i Catalogue of Life.